# Gemma Zabaleta Areta
Gemma Zabaleta Areta (Sant Sebastià, 1957) és una pedagoga i política basca. Ha estat cap Territorial de Recursos d'Educació, assessora del Gabinet del Conseller d'Educació, Universitats i Investigació i Directora de Renovació Pedagògica a Guipúscoa. Fou escollida senadora per Guipúscoa pel PSE-EE a les eleccions generals espanyoles de 1993, i diputada per Guipúscoa a les eleccions al Parlament Basc de 1998, 2001 i 2005. Membre del sector basquista del PSE, el 2005 va presentar una proposta amb Odón Elorza i Denis Itxaso per tal que el PSE reconegui que Euskadi és una nació i demanà la legalització de Batasuna